# Pawel Anatoljewitsch Uwarow
Pawel Anatoljewitsch Uwarow (russisch Павел Анатольевич Уваров, englisch Pavel Uvarov; * 22. März 1967 in Ischewsk, Udmurtische ASSR, Russische SFSR, Sowjetunion) ist ein ehemaliger sowjetischer und russischer Badmintonspieler und Schweizerischer Badmintontrainer. 

## Karriere
Pawel Uwarow war seit 1990 Mitglied der sowjetischen und dann der russischen Nationalmannschaft. National gewann er 1991 je einen Titel im Einzel und im Doppel in der Sowjetunion sowie drei im Einzel, zwei im Doppel und einen im Mixed in Russland. 
1996  nahm er im Herreneinzel an Olympia teil, verlor dabei gleich in Runde eins und wurde somit 33. in der Endabrechnung. 
1992 begann Uwarow für den Badmintonclub La Chaux-de-Fonds (Schweiz) zu spielen. Später zog er in die Schweiz, wo er Trainer seines Vereins wurde, ihn in die höchste Badminton-Liga der Schweiz führte und zwischen 1998 und 2007 fünfmal die Schweizer Meisterschaft gewann. 2010 wurde Uwarow von La Chaux-de-Fonds entlassen und übernahm eine Trainerstelle beim BC Neuchâtel.
2006 gewann er bei der  Senioren-Europameisterschaft für die Schweiz die Titel im Einzel und im Doppel.
Uwarow ist mit Maria Uwarowa verheiratet, einer ehemaligen Badminton-Europameisterin der Senioren, mit der er zwei Kinder hat. Im Jahr 2024 belegte ihre Tochter Sofia den 8. Platz in der europäischen U17-Badminton-Rangliste.